# Leucomium perglaucum
Leucomium perglaucum là một loài Rêu trong họ Leucomiaceae. Loài này được Müll. Hal. ex Broth. mô tả khoa học đầu tiên năm 1897.